# Jindřich Francouzský (1121–1175)
Jindřich Francouzský (francouzsky Henri de France , 1121 /1123?- 13. listopadu 1175 ) byl biskup v Beauvais a arcibiskup remešský z dynastie Kapetovců.
Narodil se jako třetí syn francouzského krále Ludvíka VI. a jeho manželky Adély z Maurienne. Jako mladší syn se neměl stát králem, připravoval se církevní kariéru. Již v pěti letech jej otec nechal jmenovat opatem v Saint-Mellon v Pontoise a Notre-Dame v Poissy. Roku 1146 odešel jako mnich do cisterciáckého kláštera Clairvaux a o tři roky později byl zvolen biskupem v Beauvais. Po smrti opata Sugera roku 1151 se stal jedním z rádců svého královského bratra. Roku 1162 povýšil na arcibiskupa remešského.